# Орасио
Ора́сио (исп. Islote Horacio) — маленький островок в Гвинейском заливе Атлантического океана, находящийся на небольшом расстоянии от северо-восточного побережья острова Биоко. В северной части острова на 16-метровой (53-футовой) башне белого цвета установлен маяк. Остров необитаем (на 2001 год). Принадлежит, также как и остров Биоко, Экваториальной Гвинее.
Остров соединён с Биоко деревянным пешеходным мостом. Также остров может представлять туристский интерес своими археологическими находками.